# West Anglia Great Northern
West Anglia Great Northern (WAGN, w latach 2004-2006 Great Northern) – dawny brytyjski przewoźnik kolejowy istniejący w latach 1997-2006, należący od 2000 roku do National Express Group. Przedsiębiorstwo posiadało koncesję na obsługę linii kolejowych w regionie East of England oraz w północnej części Wielkiego Londynu. 
Przedsiębiorstwo utworzono w 1997 roku, wkrótce po likwidacji państwowego przewoźnika British Rail i otrzymaniu koncesji trwającej do 2006 roku. WAGN obsługiwało połączenia regionalne z Londynu do Cambridge, Peterborough i King’s Lynn (Great Northern) oraz podmiejskie na terenie aglomeracji londyńskiej (West Anglia), w tym z lotniskiem Stansted. W 2004 roku połączenia realizowane przez West Anglia zostały przejęte przez nowo powstałe przedsiębiorstwo one (późniejsze National Express East Anglia). Dwa lata później, po wygaśnięciu koncesji trasy obsługiwane przez Great Northern zostały przejęte przez First Capital Connect.